# Solférino (1861)
El Solférino fue un buque de vapor acorazado o Ironclad de la Marina Francesa, segunda unidad de la Clase Magenta, el buque fue diseñado por el arquitecto naval francés Charles Henri Dupuy de Lôme y botado el año 1861 en Lorient, Francia. El buque recibió su nombre en honor a la Batalla de Solferino.

## Diseño y construcción

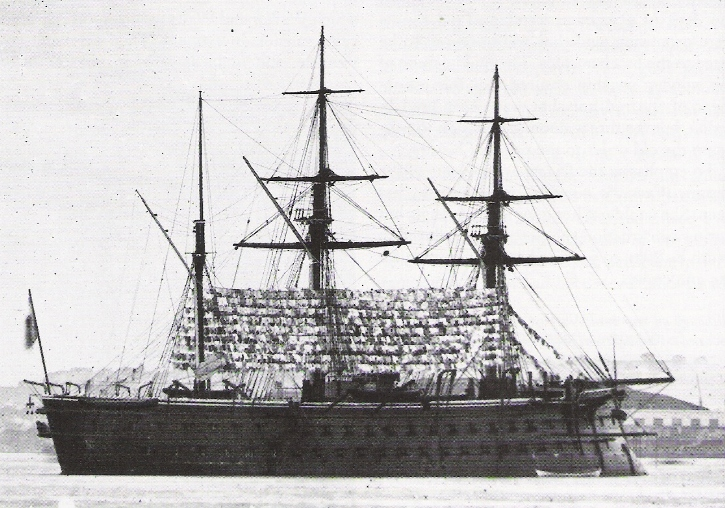
Solférino

El Solférino y su gemelo y cabeza de clase, Magenta, fueron los dos únicos buques acorazados de dos cubiertas, y con los cañones en las bandas, jamás construidos. Fueron también los primeros buques en el Mundo en ser equipados con un espolón. 
La clase Magenta venía a ser una versión agrandada de la fragata acorazada Gloire, o el resultado de la aplicación del mismo principio a un navío de línea de mayor escala.
En 1868, le fueron reemplazados todos los cañones lisos de 120 mm, del puente superior, por 10 cañones de 240 mm.

## Historia operacional
Fue dado de baja en 1882.